# Ana Vidović (gitaristica)
Ana Vidović (Karlovac, 8. studenoga 1980.) hrvatska je klasična gitaristica i jedna od najmlađih virtuoza klasične gitare u svijetu.

## Životopis
Rođena je u Karlovcu, a gitaru je po uzoru na brata Viktora počela svirati u dobi od 5 godina. S 11 godina započela je međunarodnu karijeru, a s 13 je postala najmlađim studentom na Muzičkoj akademiji u Zagrebu gdje je studirala pod vodstvom profesora Istvána Römera. Njen ugled u Europi doveo je do pozivnice na studij s Manuelom Barruecom iz Instituta Peabody iz Baltimorea u SAD-u, gdje je diplomirala u svibnju 2003. godine.
Nakon okončanja glazbenog školovanja nastavila je živjeti i raditi u Sjedinjenim Američkim Državama, u Baltimoreu.
Ana Vidović svira na gitari australskog graditelja Jima Redgatea (iz 2010.) koja nosi topli zvuk cedrova drveta i brazilske palisandrovine.
Njen brat Viktor Vidović (rođ. 1973.) je također svjetski priznati gitarist.

## Nagrade i priznanja
Ana Vidović je osvojila dojmljiv niz nagrada i međunarodnih natjecanja, a od početka karijere izvela je tisuće recitala diljem svijeta.

## Diskografija
- Ana Vidović, Croatia Records, 1994
- Ana Vidović - Guitar, BGS Records (BGCD 103), 1996
- The Croatian Prodigy, BGS, 1999
- Guitar Recital, Naxos Laureate Series (8.554563), 2000
- Ana Vidovic Live!, Croatia Records, 2001
- Federico Moreno Torroba Guitar Music Vol. 1, Naxos (8.557902), 2007

## Vanjske poveznice

### Sestrinski projekti
|  | Zajednički poslužitelj ima stranicu o temi Ana Vidović    |
|  | Zajednički poslužitelj ima još gradiva o temi Ana Vidović |

### Mrežna sjedišta
- Službene web stranice
- Audio intervju iz 2004.
- Nacional.hr – Nina Ožegović: »Ana Vidović: Američki život hrvatske kraljice gitare« Arhivirana inačica izvorne stranice od 22. siječnja 2012. (Wayback Machine)